# ナジャシュ
ナジャシュ（Najash）は、上部白亜系に当たるパタゴニアのカンデレロス層から産出した基盤的ヘビ類。他の多くの白亜系産ヘビや現生ヘビの一部と同様に後肢を保持しているが、ナジャシュは胴部から外に向かって突き出したよく発達した脚部と脊椎に接続した骨盤を持っていることが特筆に値する。ナジャシュの化石はアルゼンチン・リオネグロ州にある陸成層のカンデレロス層で発見され、およそ9000万年前のものであると推定されている。ナジャシュの頭骨と脊椎は、Dinilysiaやマッツォイア科(Madtsoiidae)などの他の白亜系産ヘビ類と似た原始的な形質を示している。また、ナジャシュやDinilysiaの頚部や尾部の特徴のいくつかは、ヘビの体制がどのようにしてトカゲ型の先祖から進化してきたかをも示している。
ナジャシュは仙骨も腰帯も失ってはいないが、それらは現生のヘビはもちろん、これまで知られている全ての他の化石ヘビ類にも存在しない。ほぼ全ての分岐分析において、ナジャシュはヘビの系統樹で全ての現生ヘビから初期に分岐した側支におかれている。
属名は、旧約聖書『創世記』に登場する、禁断の木の実を食べるようにアダムとイブを誘惑した伝説上のヘビ "Naḥásh" のスペイン語訳から来ている。